# Ali Puli
Ali Puli, también conocido como Alipili, es el autor atribuido de varios textos alquímicos y herméticos del siglo XVII.

## Biografía
Su existencia histórica es dudosa, y Arthur Edward Waite llegó a describir la obra que se le atribuye como «una falsificación pura y simple con respecto a la edad y la autoría, mientras que puede dejarse en pie en su valor en materia de contenido, que es más curioso de lo que puede indicar un solo extracto».
Se le describe como un cristiano mauritano de origen asiático, también como árabe (porque se dice que escribió en árabe) y como moro.
Lo más probable es que Ali Puli sea el seudónimo de Johann Otto von Helwig (1654-1698), médico, alquimista y escritor alemán.

## Influencia
La obra más influyente que se le atribuye es Centrum naturae concentratum. Se suponía que este trabajo había sido escrito originalmente en árabe, aunque no existe una versión en este idioma. Fue publicado por primera vez en alemán en 1682 por Johann Otto von Helwig. En 1694 se publicó una traducción al holandés. Edmund Brice lo tradujo por primera vez al inglés en 1696. Es más conocido por el siguiente pasaje:

Te advierto, quienquiera que seas, que deseas sumergirte en las partes más recónditas de la Naturaleza, si lo que buscas no lo encuentras dentro de ti, nunca lo encontrarás fuera de ti.

Este pasaje es citado por Waite como evidencia de una tradición mística espiritual dentro de la alquimia, y ha sido citado ampliamente, en particular por la teósofa Madame Blavatsky (quien lo atribuye erróneamente como Abipili).
El pasaje ha sido identificado como una fuente de la Carga de la Diosa de la Wicca producida por Gerald Gardner y luego revisada por Doreen Valiente. Es la más antigua de las fuentes así identificadas.